# Afinia Gemina Baebiana
Afinia Gemina Baebiana est l’épouse de l'empereur Trébonien Galle qui régna de 251 à 253.

## Biographie
On ne connaît presque rien de la vie d'Afinia Gemina Baebiana. Elle a eu deux enfants, Volusien et une fille Vibia Galla, qui deviendra l'épouse de l'éphémère empereur Quintillus, frère de Claude II. Après que son mari fut proclamé empereur, Herennia Etruscilla, la veuve de Dèce fut autorisée à garder son titre d’Augusta. Afinia Gemina ne reçut pas ce titre et il n'existe pas de pièce frappée à son effigie.
Son mari et son fils furent assassinés par les soldats en 253 lors d'une rébellion des prétoriens, mécontents de ne pas avoir reçu une solde convenable.

## Sources
- « Roman  Emperors DIR Quintilius », sur luc.edu (consulté le 11 décembre 2023)

- (en) Cet article est partiellement ou en totalité issu de l’article de Wikipédia en anglais intitulé « Afinia Gemina Baebiana » (voir la liste des auteurs).